# صالح الحايك
صالح الحايك ممثل سوري مثل في العديد من المسلسلات المتميزة واشتهر بشخصية المختار أبو صياح في المسلسل الشهير باب الحارة. وهو عضو مؤسس في نقابة الفنانين السورية.

## أعماله

### المسلسلات
- رجالك يا شام، 2011 (جاري إنتاجه)
- الشام العدية، 2009 بدور أبو راشد
- على موج البحر، 2009
- بيت جدي 2، رمضان 2009 بدور أبو راشد الذي قام به الفنان الراحل ناجي جبر
- باب الحارة 4, رمضان 2009 بدور أبو صياح مختار حارة الماوي
- خبر عاجل، 2008
- باب الحارة 3، رمضان 2008
- وجه العدالة، 2008 بدور رئيس النيابة
- أولاد القيمرية، 2008 بدور الصوباشي
- جريمة بلا نهاية، 2007
- وجوه وأزمنة، 2007
- كثير من الحب كثير من العنف، 2007
- الهشيم، 2006
- خالد بن الوليد، 2006
- المتنبي قاهر الذل، 2006 بدور بدر بن عمار (لم يعرض بعد)
- شمائل عربية، 2006
- كسر الخواطر، 2006 بدور أبو حسن
- حكايا وخفايا، 2005
- الهارب، 2005
- عصي الدمع، 2005
- قتل الربيع, 2004
- عذراء الجبل، 2004 بدور الغزولي
- الشتات، 2003
- الهروب إلى القمة، 2003 بدور أبو ناديا
- ظرفاء ولكن، 2003
- خط النهاية، 2003
- حروف يكتبها المطر، 2003 بدور أبو سلمى
- هولاكو، 2002
- اللوحة السوداء، 2001 بدور شفيق بيك
- البطرني، 2001
- جواد الليل، 1999 بدور ألمجي بيك
- رقصة الحبارى، 1999
- المحكوم، 1996
- نهارات الدفلي، 1995 بدور فؤاد
- الربيع المسافر، 1994 بدور فخري
- الأجنحة، 1986
- مقالب غوار النسخة السورية

### الأفلام
- حسيبة، 2008
- نساء للشتاء، 1974
- عشاق على الطريق، 1977
- خياط السيدات، 1969
- عاريات بلا خطيئة 1967 (مساعد مخرج)

### المسرحيات
- الفيل يا ملك الزمان
- حفلة سمر من أجل 5 حزيران
- بائع الدبس
- محطات ممنوعة
- دبابيس

## وصلات خارجية
- صالح الحايك في موقع السينما.كوم
- صالح الحايك في موقع فنانين